# Houdini (Schach)
Houdini ist eine spielstarke Computerschach-Engine für das Betriebssystem Microsoft Windows, die von Robert Houdart (Belgien) entwickelt wurde. Sie erschien erstmals am 15. Mai 2010 als Freeware unter der Versionsnummer 1.0 und erreichte sofort sehr gute Platzierungen in Tests. Die Version 1.5a vom 15. Januar 2011 führte bekannte Engineranglisten an und verdrängte somit die zuvor stärkste Engine Deep Rybka 4 vom Spitzenplatz. Der Autor erklärte die für eine neue Engine ungewöhnlich hohe Spielstärke auf seiner Homepage mit „vielen Ideen aus den Open-Source-Engines Ippolit und Stockfish.“ Anfang September 2011 erschien Version 2.0, die nunmehr kommerziell vertrieben wurde. Ein Update auf Houdini 2.0b wurde am 7. Oktober 2011 veröffentlicht, die Version 2.0c folgte am 20. November 2011. Version 3 erschien am 15. Oktober 2012 in zwei Varianten: Standard für bis zu sechs Prozessoren und 4 GB Hashtabellen und Pro für bis zu 32 Prozessoren und 256 GB Hashtabellen. Houdini wurde auch als Analysemodul in anderen Anwendungen verwendet, darunter Chess Assistant, Chess King und das Liveportal der Schachbundesliga. Version 4 von Houdini erschien am 25. November 2013. Sie unterstützte nun auch die Syzygy-Endspieldatenbank, die für alle Sechssteiner weniger als 150 Gigabyte Speicherkapazität benötigt.
Seit Ende 2012 wird die Engine von ChessBase unter der Oberfläche von Fritz 12 angeboten. Als Schnittstelle kommt dann statt UCI das Native-Engine-Format des Herstellers zum Einsatz.
Beim von Mai bis Dezember 2016 ausgetragenen 9. TCEC-Computerschachturnier trat Robert Houdart ab der dritten Staffel mit der neuen Version Houdini 5 an, die am 9. November 2016 auf dem Markt erschien. Am 15. September 2017 wurde Version 6 veröffentlicht.

## Technisches
Houdini verfügt neben üblichen Grundfunktionen über folgende Features:
- UCI, das Universal Chess Interface. Dadurch ist die Engine unter zahlreichen Programmoberflächen nutzbar.
- Multivarianten-Analysemodus
- dynamischer Zugriff auf Endspieldatenbanken im Gaviota-Format (ab Version 1.5) bzw. im Nalimov-Format (seit Version 2.0b)
- 32-Bit- und 64-Bit-Betrieb; hierfür werden zwei verschiedene Executables geliefert.
- Mehrprozessorbetrieb (SMP), je nach Version für bis zu 6, 8 oder bis zu 128 CPUs bzw. -Kernen.
- seit Version 2: Unterstützung für Chess960